# Welcome Home Elvis
Welcome Home Elvis foi um especial de televisão de 1960 exibido pela ABC durante o programa de Frank Sinatra denominado "The Frank Sinatra Show - The Timex Special". O programa foi uma homenagem a Elvis Presley que acabara de retornar do exército no mês de março daquele mesmo ano. Esse especial televisivo foi exibido em rede nacional no mês de maio alcançando a maior audiência na TV americana naquele ano. 
Este encontro, que é considerado histórico dentro da música popular mundial, é sempre avaliado como um dos maiores momentos de Elvis e Sinatra, principalmente Elvis Presley, que, segundo dizem, não se mostrou nervoso em nenhum momento, principalmente no dueto com Sinatra, afinal, segundo os mesmos, Elvis dispunha de uma possível desvantagem de vinte anos no que se refere a idade, o mesmo se aplicaria a sua carreira, com 15 anos a menos em relação ao seu companheiro de palco. No tocante aos outros participantes, a crítica é altamente hostil no que se refere as suas respectivas performances, chegando ao ponto de afirmar que eles não eram detentores de um mínimo de talento, com exceção de Sammy Davis. Alguns admiradores e estudiosos da cultura popular afirmam categoricamente que esse encontro entre Elvis e Sinatra teria sido um dos maiores momentos dentro da música durante todo o século XX. Esse especial foi lançado no ano de 2004 em formato DVD.

## Informações técnicas
A imagem do especial é tida como de má qualidade, mesmo gravada em 1960, principalmente se comparada com a imagem de outras redes de televisão americanas da época. O problema foi fruto da tecnologia precária empregada na época de sua gravação pela rede ABC. 

## Participantes
- Frank Sinatra
- Elvis Presley
- Sammy Davis, Jr.
- Nancy Sinatra
- Joey Bishop
- Peter Lawford

## Canções
- Elvis e Sinatra - "Witchcraft/Love Me Tender" (respectivamente)
- Elvis Presley - "Fame and Fortune" e "Stuck On You"
- Frank Sinatra - "Gone With The Wind" e "Goodbye"
- Nancy Sinatra - "Let’s Dance"